# おくどうご
おくどうごは、愛媛阪神フェリーが運航していたフェリー。後にダイヤモンドフェリーでも運航された。

## 概要
愛媛阪神フェリーの第一船として来島どっく高知工場で建造され、1972年8月10日に神戸 - 今治航路に就航した。
1973年4月、おくどうご2の就航と同時にダイヤモンドフェリーに用船され、神戸 - 松山 - 大分航路に就航した。
1982年12月、来島どっくから用船したおくどうご6、おくどうご8の就航により、おくどうご2とともに引退した。
その後、海外売船され、1983年にフィリピンのネグロスナビゲーションでSanta Florentinaとして就航した。
2006年11月に引退、解体された。

### 就航航路
愛媛阪神フェリー
- 神戸港（東神戸フェリーセンター） - 今治港

ダイヤモンドフェリー
- 神戸港（東神戸フェリーセンター） - 松山港 - 大分港

当初はフェリールビーと、後におくどうご2と就航した。

## 設計
「おくどうご」と船名が縦書きされた細身で背の高い一本煙突が特徴で、就航地である道後温泉のイメージも合わせて「風呂屋の煙突」と評された。

## 船内
岩風呂を備えるなど、同航路を運航していた三宝海運のほわいとさんぽうと比較して、 優れた船内設備を有していた。

### 船室
- 特等室（6名）
- 一等室（84名）
- 特二等室（180名）
- 二等室（780名）

## 事故・インシデント

### 貨物船との衝突
1979年1月18日、20時36分ごろ、神戸港から松山港に向かっていた本船は、瀬戸内海播磨灘を航行中、江埼灯台の西方10.4海里の地点で、同じく西航していた危険物運搬船菱恭丸と衝突した。右転した菱恭丸の船首が、後方から接近していた本船の左舷後部に後方から約75度の角度で衝突、衝突により、本船は左舷船尾のカーデッキおよびワゴンデッキの外板に凹傷と亀裂を生じ、菱恭丸は、船首楼甲板が圧潰、球形船首の水線部に凹傷を生じた。事故発生当時の天候は晴で、風力8の強い西風が吹いており、波浪がかなり高い状態だった。事故原因は、菱恭丸が、第三船を追い越す際に後方の見張りが不十分で、本船の接近に気づかず本船の前路に向けて大角度で転舵したこと、風の影響を受けやすい空倉状態で風下に落とされて進行したことで発生したが、本船が自船の前路に向かって進行して来る菱恭丸に対して衝突回避措置が不十分であったことも一因とされた
。